# In the Street
«In the Street» es un sencillo del grupo musical Big Star, escrita por Chris Bell y Alex Chilton. La canción fue incluida en su álbum #1 Record de 1972. 

## Otras versiones
Durante la primera temporada de la serie That '70s Show, una versión editada por el músico Todd Griffin fue utilizada como la banda sonora. Sin embargo, para la segunda temporada el grupo Cheap Trick grabó una nueva versión del tema, rebautizándolo "That '70s Song". Desde entonces y hasta la finalización de la serie se convirtió en su nueva banda sonora.